# Nitranský kraj
Nitranský kraj (slovensky Nitriansky kraj), s krajským městem v Nitře, je jeden z osmi krajů Slovenska. Před rokem 1990 patřilo celé území Nitranského kraje ke kraji Západoslovenskému. V roce 2021 zde žilo 677 900 obyvatel.

## Charakter kraje
Nitranský kraj leží na jihu země, v oblasti mezi řekami Váh a Ipeľ. Většina jeho území spadá do Podunajské nížiny, jen severní a severovýchodní část jeho území je hornatá (Považský Inovec, Tribeč, Štiavnické vrchy). Nejvýznamnějšími řekami jsou tu Nitra, Hron a Žitava. Kraj patří k těm bohatším a většina jeho území je intenzívně zemědělsky využívaná. Sídlí zde početná maďarská menšina (27,6 % roku 2001), soustředěná především na jihu.

## Okresy
- Okres Komárno
- Okres Levice
- Okres Nitra
- Okres Nové Zámky
- Okres Šaľa
- Okres Topoľčany
- Okres Zlaté Moravce